# Arnhild Lauveng
Arnhild Lauveng (ur. 13 stycznia 1972) – norweska psycholożka kliniczna, absolwentka Uniwersytetu w Oslo, autorka książek o schizofrenii i psychiatrii. Lauveng w młodości chorowała na schizofrenię. Swoją chorobę, jej przyczyny oraz proces zdrowienia opisała w książce „Byłam po drugiej stronie lustra”. W 2004 roku otrzymała nagrodę za promowanie otwartości w wyrażaniu siebie w ramach psychiatrycznego systemu opieki. Arnhild Lauveng pracuje obecnie jako psycholożka kliniczna w szpitalu uniwersyteckim Akershus w Oslo oraz jako wykładowczyni.

## Twórczość w oryginale
- 2005: I morgen var jeg alltid en løve. Wyd. Cappelen, Oslo.
- 2006: Unyttig som en rose. Wyd. Cappelen, Oslo.
- 2011: Noe mye mer annet. Wyd. Universitetsforlaget, Oslo.

## Tłumaczenia na język polski
- 2007: Byłam po drugiej stronie lustra. Tłum. Ewa Bilińska, wyd. Smak Słowa, ISBN 978-83-925897-2-3.
- 2009: Niepotrzebna jak róża. Potrzeba normalności w chorobie psychicznej. Wyd. Smak Słowa, ISBN 978-83-925897-9-2.
- 2013: Coś zupełnie innego. Piekło dorastania. Wyd. Smak Słowa, ISBN 978-83-62122-46-2.